# Nová Lehota
Nová Lehota (węg. Újszabadi) – wieś i gmina (obec) w powiecie Nowe Miasto nad Wagiem, w kraju trenczyńskim, w zachodniej Słowacji. Zamieszkuje ją około 200 osób (dane z roku 2016).

## Historia
Wieś została wspomniana po raz pierwszy w 1453 w dokumentach historycznych.

## Geografia
Centrum wsi leży na wysokości 428 m n.p.m. Gmina zajmuje powierzchnię 18,214 km².